# Omega Capricorni
Omega Capricorni (ω Cap / 18 Capricorni / HD 198542) es una estrella en la constelación de Capricornio de magnitud aparente +4,12, la séptima más brillante de la misma a pesar de su denominación de Bayer «Omega». Tiene el nombre tradicional, pero poco utilizado, de Baten Algiedi, de origen árabe y que significa «panza» —de la cabra de mar—.
Omega Capricorni se encuentra a una distancia aproximada de 630 años luz, y es una estrella gigante de tipo espectral incierto entre K5 y M0 cuya temperatura efectiva aproximada es de 3960 K. La medida de su diámetro angular —0,005 segundos de arco— permite calcular su tamaño; su radio es 104 veces más grande que el del Sol o, lo que es lo mismo, 0,5 UA, la mitad de la distancia existente entre la Tierra y el Sol.
Gira sobre sí misma con una velocidad de rotación proyectada de 4,7 km/s.
Con una masa estimada entre 5 y 6 masas solares, probablemente se encuentra en una fase estable de su evolución, transformando helio en carbono en su interior. Aunque clasificada como estrella de bario «leve», su pertenencia a este grupo es discutible.
Por último, cabe señalar que Omega Capricorni está clasificada como una posible estrella variable.